# Gotham Award/Bester Darsteller
Der Gotham Award in der Kategorie Bester Darsteller (Best Actor) wird seit 2013 verliehen. Zuvor war von 1991 bis 2004 ein nicht nach Geschlechtern getrennter Darstellerpreis ohne Zuordnung zu einem bestimmten Film vergeben worden. Die Nominierungen in den Kategorien Bester Darsteller und Beste Darstellerin werden von einem fünfköpfigen, mehrheitlich aus Filmkritikern bestehenden Komitee bestimmt.
2013 und 2016 stimmte der Preisträger mit dem Oscar-Gewinner in der Kategorie Bester Hauptdarsteller des Folgejahres überein.

## Preisträger
2013
Matthew McConaughey – Dallas Buyers Club
- Chiwetel Ejiofor – 12 Years a Slave
- Oscar Isaac – Inside Llewyn Davis
- Robert Redford – All Is Lost
- Isaiah Washington – Blue Caprice

2014
Michael Keaton – Birdman oder (Die unverhoffte Macht der Ahnungslosigkeit) (Birdman or (The Unexpected Virtue of Ignorance))
- Bill Hader – The Skeleton Twins
- Ethan Hawke – Boyhood
- Oscar Isaac – A Most Violent Year
- Miles Teller – Whiplash

2015
Paul Dano – Love & Mercy
- Christopher Abbott – James White
- Kevin Corrigan – Results
- Peter Sarsgaard – Experimenter
- Michael Shannon – 99 Homes – Stadt ohne Gewissen (99 Homes)

2016
Casey Affleck – Manchester by the Sea
- Jeff Bridges – Hell or High Water
- Adam Driver – Paterson
- Joel Edgerton – Loving
- Craig Robinson – Morris aus Amerika (Morris from America)

2017
James Franco – The Disaster Artist
- Willem Dafoe – The Florida Project
- Daniel Kaluuya – Get Out
- Robert Pattinson – Good Time
- Adam Sandler – The Meyerowitz Stories (New and Selected)
- Harry Dean Stanton – Lucky

2018
Ethan Hawke – First Reformed
- Adam Driver – BlacKkKlansman
- Ben Foster – Leave No Trace
- Richard E. Grant – Can You Ever Forgive Me?
- Lakeith Stanfield – Sorry to Bother You

2019
Adam Driver – Marriage Story
- Willem Dafoe – Der Leuchtturm (The Lighthouse)
- Aldis Hodge – Clemency
- André Holland – High Flying Bird
- Adam Sandler – Der schwarze Diamant (Uncut Gems)

2020
Riz Ahmed – Sound of Metal
- Chadwick Boseman – Ma Rainey’s Black Bottom
- Jude Law – The Nest
- John Magaro – First Cow
- Jesse Plemons – I’m Thinking of Ending Things